# 조안 클라크
조안 엘리자베스 로우더 머레이(Joan Elisabeth Lowther Murray, née Clarke, 1917년 6월 24일~1996년 9월 4일)는 제2차 세계대전 동안 블레츨리 파크의 암호 해독가로 가장 잘 알려진 영국 암호 분석가이자 화폐 학자이다. 그녀는 개인적으로 주목을 받으려고 하지 않았지만 독일의 비밀 통신을 해독한 에니그마 프로젝트에서의 역할로 여러가지 상과 표창을 받았으며, 1946년 대영 제국 훈장(MBE)을 수상하였다.

## 어린 시절
조안 엘리자베스 로우더 클라크(결혼 후 성ː 머레이)는 1917년 6월 24일 영국 런던의 웨스트 노어우드에서 태어났다. 그녀는 도로시 (결혼전 성은 Fulford)와 윌리엄 켐프 로우더 클라크 목사의 막내로 세 명의 형제와 한 명의 자매가 있었다.
클라크는 런던 남부의 '덜위치 여자 고등학교'(Dulwich High School for Girls)를 다니고 1936년에 장학금을 받아 케임브리지 대학교 뉴넘 칼리지(Newnham College)에 입학했다. 그곳에서는 수학에서 더블 퍼스트 학위를 받았으며 캠브리지 대학의 랭글러였다. 하지만 1948년까지 캠브리지에서 남성에게만 학위를 수여했기 때문에 정식 학위를 받지 못했다.
클라크의 수학적 능력은 케임브리지의 학부 기하학 수업에서 고든 웰치먼에 의해 처음 발견되었다. 웰치먼은 블레츨리 파크에서 해독 작업을 감독하기 위해 1939년에 채용된 상위 4명의 수학자 중 한 명이었다. 그는 클라크의 수학적 능력을 알아차린 후 그녀를 블레츨리 파크에 합류시키고 '정부 암호 본부'(Government Code and Cypher School, GCCS)의 일원이 되도록 하였다.
GCCS는 1939년에 독일의 에니그마 코드를 해독하는 오직 하나의 목적으로 시작되었다. 에니그마 기계는 독일인이 메시지를 암호화하는 데 사용하는 기계였는데, 그들은 자신들의 암호를 해독하는 것은 불가능하다고 굳게 믿고 있었다. 클라크는 1940년 6월 17일 블레츨리 파크에 처음 도착하여 처음에는 일상적인 사무 작업을 주로 수행하는 "The Girls"라고 하는 여성 그룹에 배치되었다. 당시 영국에서 암호학은 여성의 직업으로 생각되지 않았다. 클라크에 따르면 블레츨리 파크에서 일하는 여성 암호학자로는 자기 이외에 한 명만 더 있다고 알고 있었다.

## 경력

### 블레츨리 파크에서의 암호 해독
1940년 6월 클라크는 전 지도교수인 고든 웰치먼에 의해 정보통신 본부 (GC&CS)에 채용되어 Hut 8로 알려진 섹션의 블레츨리 파크에서 근무했으며 앨런 튜링이 개발한 암호 분석 절차인 반부리스무스(Banburismus)의 유일한 여성 실무자가 되었다. 이 절차는 영국 암호학자 웰치먼과 튜링이 제2차 세계 대전 중에 암호화 된 독일어 메시지를 해독하기 위해 사용하는 전기 기계 장치인 봄브의 필요성을 줄였다. 클라크의 최초의 승진은 그녀가 다른 언어를 구사하지 않는다는 사실에도 불구하고 여분의 돈을 벌도록 고안된 언어학자 계급으로의 승진이었다. 이 승진은 그녀의 업무량과 팀에 대한 기여도를 인정하였기 때문이다.
1941년에 독일의 저인망 어선을 나포하여 이 배의 암호 장비와 암호를 획득하였다. 이 정보를 입수할 때까지 독일군의 이리떼 전술에 의하여 1941년 3월부터 6월까지 매달 282,000톤의 선박이 격침되었다. 11월까지 클라크와 그녀의 팀은 이 숫자를 62,000톤으로 줄일 수 있었다. 1943년부터 1944년까지 Hut 8의 책임자인 휴 알렉산더는 그녀를 "섹션에서 최고의 반부리스트(Banburist)들 중 한 명"이라고 설명했다. 자신은 반부리스트들 중 최고로 간주되었다. 그와 I. J. 굿은 그 과정을 직업이라기보다 지적인 게임으로 여겼으며, "사소할 정도로 쉽지는 않았지만, 신경쇠약을 일으킬 정도로 어렵지도 않았다"고 하였다.
클라크는 1944년에 Hut 8의 부국장이 되었지만 성별 때문에 진급이 금지되었고 남성보다 적은 급여를 받았다. 클라크와 앨런 튜링은 만난 직후부터 친한 친구였으며 튜링이 1954년 사망할 때까지 계속 친구로 지냈다. 그들은 많은 취미를 공유했고 비슷한 성격을 가졌으며 블레츨리 파크에서 아주 좋은 친구가 되었다. 튜링은 함께 일할 수 있도록 교대 근무를 조정했으며 자유 시간도 함께 보냈다. 1941년 초 튜링은 클라크에게 결혼을 제안했고 이후 그의 가족에게 그녀를 소개했다. 튜링은 그녀에게 자신의 동성애를 개인적으로 고백했지만(그녀는 그의 공개에 동요하지 않은 것으로 후에 알려졌다) 튜링은 결혼을 할 수는 없다고 결심하여 1941년 중반에 클라크와 헤어졌다. 클라크는 나중에 자신이 한동안 튜링의 동성애를 의심하고 있었기 때문에 튜링이 동성애를 고백했을 때 그다지 놀라운 일이 아니었다고 회고하였다.

### 전쟁 후
전쟁 후 클라크는 정부통신본부 (GCHQ)에서 근무했는데 1947년 이곳에서 인도에서 복무하고 퇴역한 육군 장교 존 케네스 로널드 머레이 중령을 만났다. 이들은 1952년 7월 26일 그녀 아버지가 의전사제(canon)로 있는 치체스터 대성당에서 치체스터 주교 주례로 결혼했다. 결혼 직후 남편은 건강이 좋지 않아 GCHQ에서 은퇴했고 부부는 파이프(Fife)의 크레일로 이사하여 Priorscroft, 14 Nethergate에 살았다. 그들은 1962년 GCHQ로 복귀하여 클라크가 60세에 은퇴한 1977년까지 재직하였다.
1986년 남편이 사망한 후 클라크는 옥스포드셔의 헤딩턴으로 이사하여 화폐학 연구를 계속했다. 1980년대에 그녀는 해리 힌슬리 경의 《제2차 세계대전 당시의 영국 정보부》(British Intelligence in the Second World War) 제3권 제2부의 부록 저술 작업과, 블레츨리 파크에서 전시 암호 해독을 연구하는 역사가들을 도왔다. 그녀의 업적은 암호 해독가들 사이에서 비밀로 유지되고 있어 여전히 모두 알려져 있지는 않다.

### 화폐에 대한 관심
클라크는 16세기와 17세기 스코틀랜드 주화에 대한 연구를 출판한 남편을 만난 후 화폐 역사에 관심을 갖게 되었다. 그녀는 제임스 3세와 제임스 4세의 통치 기간 동안 스코틀랜드에서 유통되었던 복잡한 일련의 골드 유니콘과 헤비 그로트 코인(groat coin)의 발행 순서를 확립했다. 이 연구로 영국 화폐 학회의 인정을 받아 1986년 샌포드 살투스 금메달(Sanford Saltus Gold Medal)을 수상하였다. 이 주제에 대한 그녀의 논문을 《화폐학 회보》(Numismatic Circular)의 405호에서는 "권위적인 것"이라고 설명했다.

## 죽음
1996년 9월 4일 클라크는 헤딩턴 쿼리, 7 Larkfields에 있는 자택에서 사망했다. 2019년 7월 27일 옥스포드셔 블루 플라크가 자택에서 공개되었다.

## 영화 등에서의 묘사
클라크는 영화 《이미테이션 게임》(2014)에서 키이라 나이틀리가 연기했으며 앨런 튜링 역은 베네딕트 컴버배치가 맡았다. 튜링의 살아남은 조카 이나그 페인(Inagh Payne)은 클라크를 "다소 평범한 사람"으로 묘사하면서 나이틀리가 클라크 역으로는 부적절하게 캐스팅된 것이라고 생각했다. 튜링 전기 작가 앤드류 호지스도 "튜링과 조안과의 관계를 실제보다 훨씬 과장하여 설정했다"고 그 영화를 비판하였다.
대조적으로 BBC 기자 조 밀러(Joe Miller)는 그의 기사에서 클라크의 "이야기가 영원히 살아남게 되었다"라고 말했다. 영화 자체와 관련하여 모르텐 튈둠 감독은 클라크가 "여성의 지능이 그다지 높이 평가되지 않았던" 시대에 일했음에도 불구하고 자신의 분야에서 그녀가 어떻게 성공했는지를 보여 준다고 주장했다.
나이틀리는 클라크 역의 연기로 제87회 아카데미 시상식에서 아카데미 여우조연상 후보에 올랐다.